# 霍尔特 (密苏里州)
霍尔特（英語：Holt）是一个美國城市，位於密苏里州克林顿县。根據2010年的人口普查，當地人口為447人。

## 地理
霍尔特是位于39°27′25″N 94°20′12″W / 39.45694°N 94.33667°W (39.456809,-94.336741)。
根据美国人口普查局，该城市的总面积為0.45平方英里（1.17平方）。